# Gardelegen (stacja kolejowa)
Gardelegen – stacja kolejowa w Gardelegen, w kraju związkowym Saksonia-Anhalt, w Niemczech. Znajdują się tu 2 perony.